# Таміка білогорла
Та́міка білогорла (Cisticola njombe) — вид горобцеподібних птахів родини тамікових (Cisticolidae). Мешкає в регіоні Африканських Великих озер.

## Підвиди
Виділяють два підвиди:
- C. n. njombe Lynes, 1933 — південна Танзанія;
- C. n. mariae Benson, 1945 — північ Малаві і північний схід Замбія.

## Поширення і екологія
Білогорлі таміки живуть на високогірних луках Танзанії, Замбії і Малаві на висоті від 1830 до 3000 м над рівнем моря.